# 龍飛 (後涼)
龍飛（りゅうひ）は、五胡十六国時代、後涼の君主呂光及び呂紹の治世で使用された元号。396年6月 - 399年12月。

## 西暦・干支との対照表
| 龍飛 | 元年  | 2年   | 3年   | 4年   |
| 西暦 | 396年 | 397年 | 398年 | 399年 |
| 干支 | 丙申  | 丁酉  | 戊戌  | 己亥  |